# زرپوش غربی

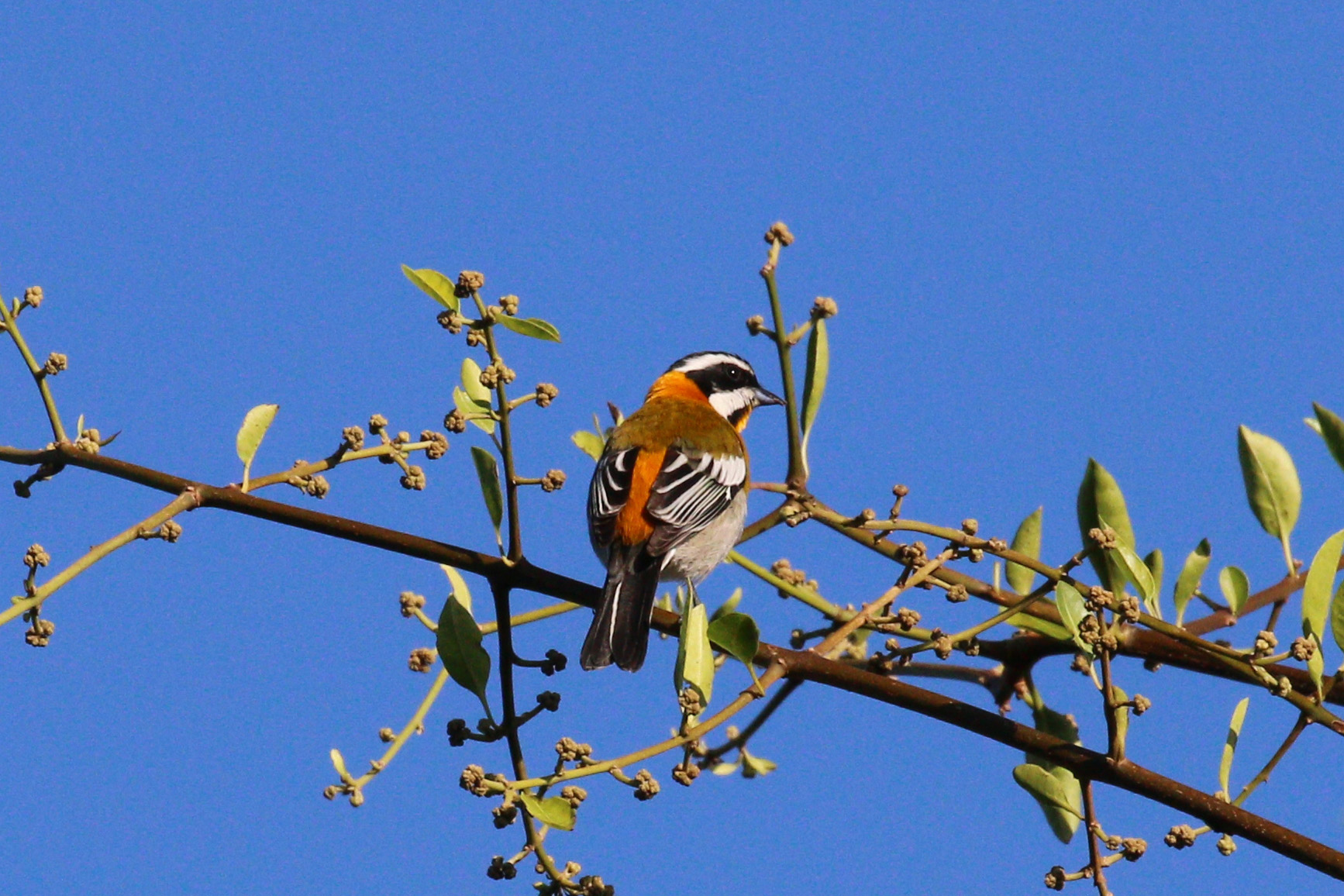
نر Spindalis zena pretrei در حال نشان دادن پرهای پشت، کوبا

زرپوش غربی (Spindalis zena) یک گونه پرنده آوازخوان است. در گذشته با سه گونه دیگر زرپوش‌ها، با نام رایج فرخنده سرراه‌راه، هم‌گونه در نظر گرفته می‌شد.